# (31367) 1998 WB9
1998 دابليو بي 9 (ويعرف أيضًا باسم (31367) 1998 دابليو بي 9 وفق تسمية الكوكب الصغير) (بالإنجليزية: 1998 WB9)‏ هو كويكب ضمن حزام الكويكبات؛ وترتيبه 31367 من حيث الاكتشاف.
اكتُشف هذا الجُرم الفلكي بواسطة بحث لنكولن عن الكويكبات القريبة من الأرض في 25 نوفمبر 1998.

## وصلات خارجية
- (31367) 1998 WB9 في قاعدة بيانات مختبر الدفع النفاث لأجرام النظام الشمسي الصغيرة

- الاكتشاف · مخطط المدار ·  العناصر المدارية · المعلمات المادية

- (31367) 1998 WB9 على موقع ويكي سكاي: DSS2, SDSS, GALEX, IRAS, Hydrogen α, X-Ray, Astrophoto, Sky Map, Articles and images